# Miguel Santaeulalia Núñez

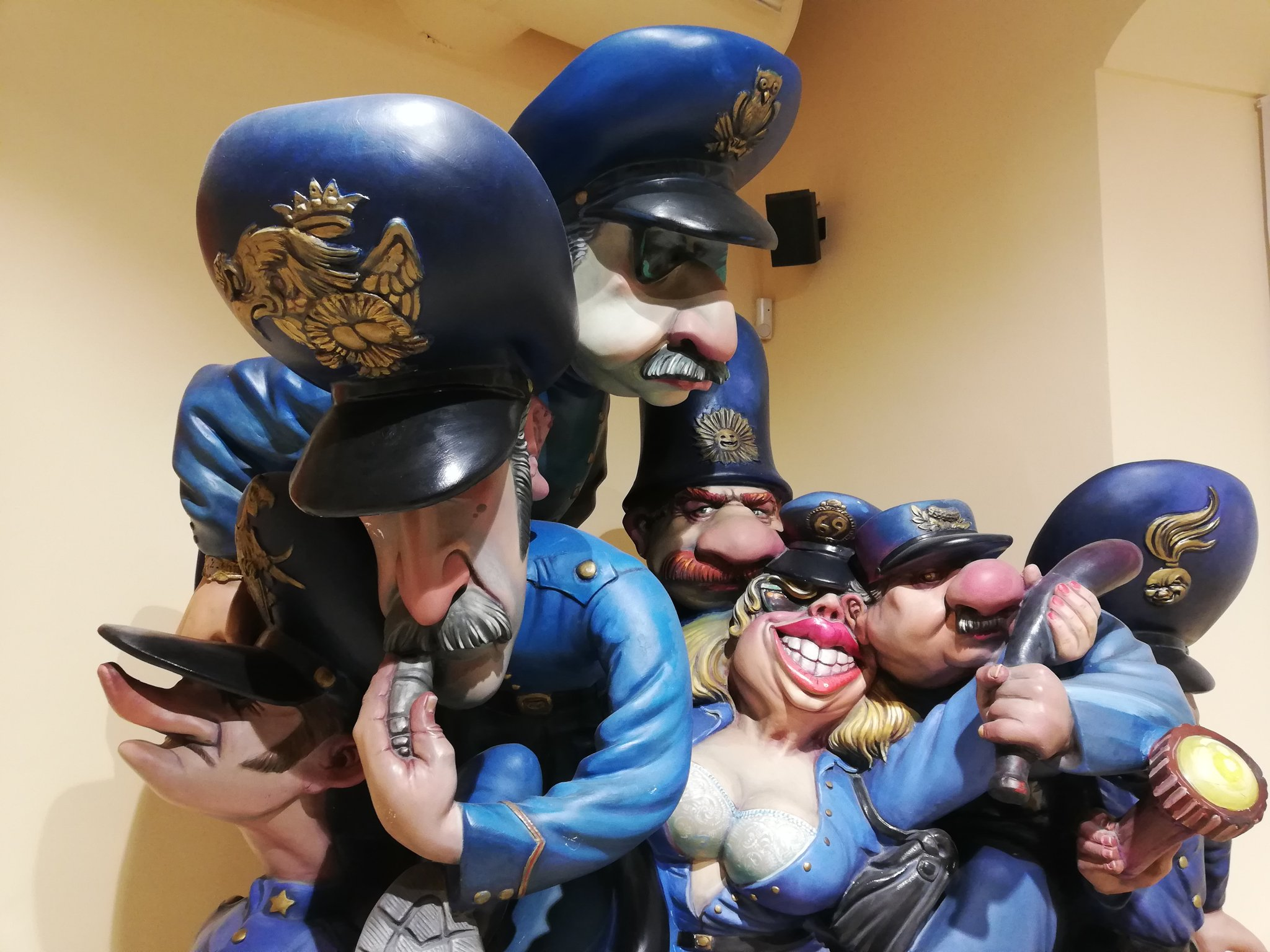
Detall del Ninot Indultat de les Falles de València 1995, obra de Miguel Santaeulalia Núñez

Miguel Santaeulalia Núñez (Burjassot, 3 de juliol de 1943) és un artista faller. Representa la segona generació d'una nissaga d'artistes fallers iniciada pel seu pare Salvador Santaeulalia als anys seixanta. Els seus fills Miguel, Alejandro, Pedro i José formen part de la tercera generació i tots ells estan vinculats a la creació de Falles en diferents àmbits.
Inicia la seua carrera professional als anys setanta una vegada après l'ofici a l'obrador del seu pare. Després d'aconseguir bons resultats en seccions inferiors i recomanat per Vicent Tortosa Biosca, debuta en la secció especial de les Falles de València l'any 1974 amb "Martiris", per la comissió Exposició-Misser Mascó. Planta també a la màxima categoria a les demarcacions de la Plaça La Mercé, Bailén-Xàtiva i la Plaça del Pilar, però és als anys huitanta i sobre tot noranta quan aconsegueix guanyar diversos primers premis plantant Falles per l'Associació Cultural Fallera Na Jordana, comissió amb la qual va mantindre una de le relacions professionals més llargues de la història de la festa.
Durant la seua trajectòria ha aconseguit en quatre ocasions el Ninot indultat als anys 1986, 1987, 1991 i 1995. L'any 1989 planta "Benvolguts Reis d'...Occident" per la Falla de l'Ajuntament de València. És considerat el primer artista en utilitzar el suro blanc a les falles.